# شارع شيربروك

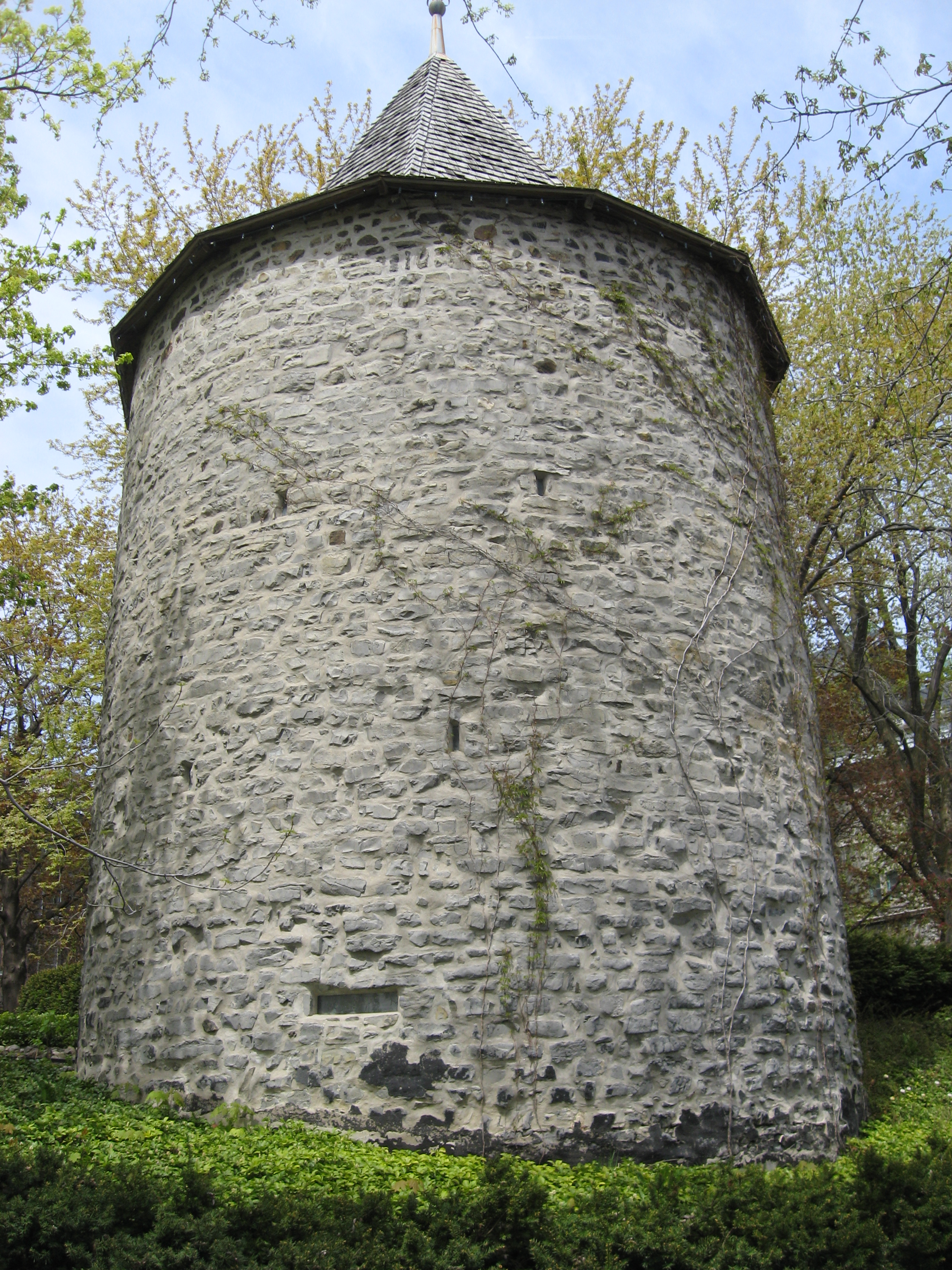
قلعة بيلمونت 1685

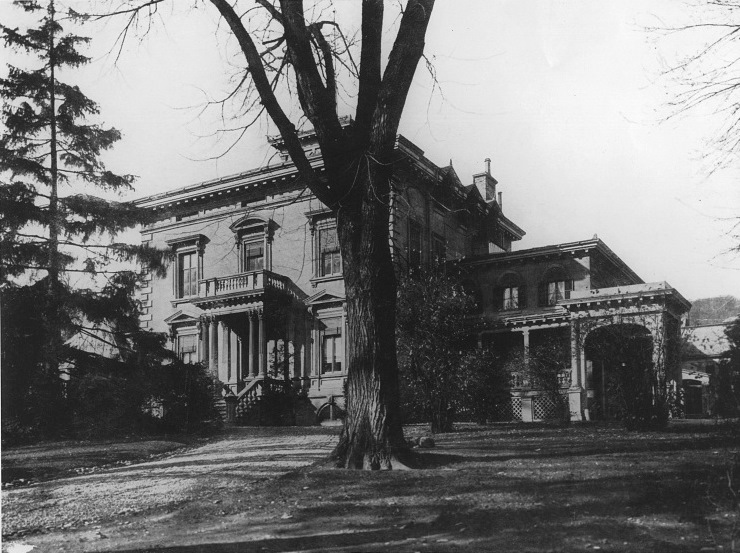
قاعة كيلدونان في غولدين سكوير مايل، كانت نموذجاً لنمط المنازل المصطفّة في شارع شيربروك غرب في عقد 1840

شارع شيربروك ((بالفرنسية: rue Sherbrooke)‏) هو شريان رئيسي في مونتريال يمتد بين الشرق والغرب بطول 31.3 كيلو متر، وهو ثاني أطول شارع في جزيرة مونتريال. يبدأ الشارع من بلدة مونتريال كويست وينتهي عن طرف جزيرة «بونت أو تريمبليز»، وتتقاطع مع بوليفارد غوين ويرتبط في النهاية بشارع نوتردام. يعتبر هذا الشارع جزءاً من طريق كيبيك 138 شرقي بوليفارد كافيندش.
يقسم الشارع إلى قسمين، «شارع شيربروك شرق» ويقع إلى الشرق من شارع سان لوران و«شارع شيربروك غرب» ويقع إلى الغرب. يضم شارع شيربروك شرق العديد من القصور التاريخية التي تؤلّف منطقة غولدين سكوير مايل. .
يمتد شارع شيربروك شرق على طول هضبة جبل رويال، أعلى قمة التلة المعروفة باسم «ساحل البارون» ويستمر بين الحديقة النباتية وحديقة ماسونيوف إلى الشمال والحديقة الأولمبية إلى الجنوب.
سمي هذا الشارع على اسم جون كوب شيربروك الحاكم العام لأمريكا الشمالية البريطانية في الفترة 1816-1818.

## وصلات خارجية
- وصف تراث مونتريال